# قرفص
القرفص  او الصُران او حَدَد او قِشر (الاسم العلمي:Serranus) هو جنس من الأسماك يتبع الفصيلة القرفصية من رتبة الفرخيات.

## أنواع القرفص
- قرفص مباغت
- قرفص ببغائي
- قرفص جميل
- قرفص حلقي
- قرفص كبدي
- قرفص متساوي الأسنان
- قرفص نمري